# Cash or Trash
Cash or Trash je nadolazeća televizijska emisija na Novoj TV. Emisija je domaća adaptaciji popularnog njemačkog formata Bares für Rares, koji je stekao veliku popularnost diljem Europe.
Prijave su se otvorile krajem svibnja, a početak prikazivanja planiran je za jesen 2025. godine na televiziji Nova TV. Voditeljica showa biti će Irina Čulinović.

## Format
Emisija kombinira elemente aukcije, edukacije i ljudskih priča. Sudionici donose svoje starinske, sentimentalne ili intrigantne predmete pred tim stručnih procjenitelja koji otkrivaju njihovu pravu tržišnu vrijednost, ali i dublji kontekst, jer svaki predmet nosi svoju priču. Ako predmet zadovolji visoke kriterije, njegov vlasnik stječe priliku osvojiti ozbiljnu ponudu koja bi ga mogla iznenaditi. 

## Pregled emisije
Početak prikazivanja planiran je za jesen 2025. godine na televiziji Nova TV.

## Međunarodne inačice
Originalni format Bares für Rares prvi put je emitiran 2013. godine na njemačkom kanalu ZDF. Zbog svoje popularnosti, format je adaptiran u brojnim zemljama pod različitim nazivima, uključujući Italiju, Francusku, Grčku i druge.
| Država                 | Naziv                             | Voditelj         | TV kuća  | Premijera           | Finale            |
| ---------------------- | --------------------------------- | ---------------- | -------- | ------------------- | ----------------- |
| Njemačka (izvorno)     | Bares für Rares                   | Horst Lichter    | ZDF      | 3. kolovoza 2013.   | još traje         |
| Francuska              | Affaire conclue                   | Sophie Davant    | France 2 | 21. kolovoza 2017.  | još traje         |
| Nizozemska Belgija     | Cash or Trash                     | Martien Meiland  | SBS6     | 23. listopada 2019. | 14. travnja 2020. |
| Ujedinjeno Kraljevstvo | The Bidding Room                  | The Bidding Room | BBC One  | 2020.               | 2020              |
| Austrija               | Bares für Rares Österreich        | Roland Gruschka  | ServusTV | 2020.               | još traje         |
| Maroko                 | آخر ثمن                           | Samia Akariou    | 2M       | 2020.               | još traje         |
| Italija                | Cash or Trash - Chi offre di più? | Paolo Conticini  | Nove     | 4. listopada 2021.  | još traje         |

## Vanjske poveznice
- Službena stranica